# Ристо Џунов
Ристо Џунов (1919 – 2005), економиста, учесник Народноослободилачке борбе и друштвено-политички радник СФР Југославије и СР Македоније.

## Биографија
Рођен је 1. априла 1919. године у селу Ваташа код Кавадараца. Гимназију је завршио у Горњем Милановцу и Крагујевцу, а студирао на Универзитету у Београду. Тамо је деловао као члан Културно-просветног друштва „Вардар“ и омладинске организације МАНАПО. Године 1940, постао је члан Комунистичке партије Југославије.
Након избијања Народноослободилачке борбе у Македонији 1941, био је један од организатора устанка у Тиквешији. Током рат је био борац Партизанског одреда „Добри Даскалов“ (од маја 1943), руководилац партијске технике у Трећој оперативној зони НОВ и ПО Македоније и секретар Општинског народног одбора у Кавадарцима (1944).
После рата, био је републички и савезни посланик, члан Извршног комитета ЦК КПМ, секретар у Влади НРМ, секретар Президијума Собрања НР Македоније (1949–1951), потпредседник Извршног већа НР Македоније, председник Задружног савеза Македоније, потпредседник Задружног савеза Југославије, члан Централног комитета СКЈ (1958–1962) потпредседник Савезне конференције ССРН Југославије (1977–1982), секретар за рад и социјалну политику Савезног извршног већа, члан Председништва ЦК СКМ, амбасадор СФРЈ у Шведској (1971–1978) и председник СУБНОР Југославије
(1989–1990).
Умро је 23. фебруара 2005. године у Скопљу.
Носилац је Партизанске споменице 1941. и више југословенских одликовања.